# TSG 1899 Hoffenheim
TSG 1899 Hoffenheim (celým názvem: Turn- und Sportgemeinschaft 1899 Hoffenheim e. V.) je německý sportovní klub, který sídlí v sinsheimské městské části Hoffenheim, ve spolkové zemi Bádensko-Württembersko. Založen byl v roce 1899 pod názvem TV Hoffenheim. Svůj současný název nese od roku 1945. Od sezóny 2008/09 působí v Bundeslize, německé nejvyšší fotbalové soutěži. Domácí utkání odehrává na nově vybudovaném stadionu Rhein-Neckar-Arena. TSG čítá na přibližně 5 800 členů (listopad 2013). Klubovými barvami jsou modrá s bílou. Mecenášem klubu je miliardář Dietmar Hopp.
Fotbalový oddíl samotný nese oficiální název TSG 1899 Hoffenheim Fußball-Spielbetriebs GmbH. Další sportovní oddíly TSG se věnují lehké atletice a gymnastice. Hlavním sponzorem s logem umístěným i na dresu je společnost SAP.

## Historie

### 2005–2008
Ročník 2005/06 zaznamenal zjevný přelom po sportovní stránce. Klub zacílil na postup do 2. Bundesligy a podepřel své ambice angažováním bývalého reprezentanta Karlheinze Förstera do sportovního managementu v srpnu 2005. Po domácí listopadové prohře s rezervním týmem VfB Stuttgart se v postupových cílech začaly objevovat trhliny. Vedení propustilo trenéra Flicka navzdory jeho kontraktu do roku 2010 a nahradilo jej v prosinci Lorenzem-Güntherem Köstnerem. Jelikož tým v sezóně postup nevybojoval, opustil jej nakonec i trenér Köstner. O něco později klub navíc opustil Förster.
Do sezóny 2006/07 vstoupil Hoffenheim s trenérem Ralfem Rangnickem. Kromě Rangnicka doplnili klub i další lidé. Bývalý hokejový trenér Bernhard Peters nastoupil do funkce sportovního ředitele, Jan Schindelmeiser uzmul manažerský post a Hans-Dieter Hermann získal pozici psychologa mužstva. Jejich příchod znamenal počátek dlouhodobého znatelného vývoje a pokroku. Nové sportovní vedení společně s koučem Rangnickem dosáhli postupu ihned v sezóně 2006/07, a to z druhého místa.

### 2008–
Hoffenheim pokračoval svým tempem a vydal se strmě vzhůru i v první Bundeslize sezóny 2008/09. Obzvláště díky Vedadu Ibiševićovi disponoval silným útokem, sám hráč nastřílel 18 gólů za tuto sezónu. Když v 17. ligovém kole remizoval Hoffenheim s Schalke 04, stal se podzimním německým mistrem. O zimní přestávce kádr doplnil brankář Timo Hildebrand, který přišel zadarmo ze španělské Valencie. Do konce sezóny si tým půjčil brazilského obránce Fabrícia z Flamenga a útočníka Boubacara Sanoga z Werderu Brémy. Druhý jmenovaný nahrazoval zraněného Ibiševiće. V druhé polovině sezóny však Hoffenheim nenavázal na podzimní výkony a, neschopen výhry ve dvanácti po sobě jdoucích zápasech, obsadil konečné 7. místo. Postupem mezi německou fotbalovou elitu se někteří hráči dostali do povědomí reprezentačního kouče Löwa. Debutantem v národním týmu se 19. listopadu 2008 stal Marvin Compper, který je celkově prvním fotbalistou Hoffenheimu v reprezentaci. Jeho 11. února 2009 následoval Andreas Beck, jenž zasahoval do kvalifikace na MS 2010. Dne 2. června 2009 prožil premiéru v reprezentaci též Tobias Weis.
Příští sezónu 2009/10 dokončil Hoffenheim na 11. pozici a rozloučil se se svým manažerem Schindelmeiserem. Volný post obsadil Ernst Tanner, do této doby působící v klubu jako vedoucí dorosteneckého střediska. V lednu 2011 zapříčinily spory uvnitř klubu odchod hlavního trenéra Ralfa Rangnicka. Ony spory se týkaly přestupu brazilského záložníka Luize Gustava. Tým převzal Marco Pezzaiuoli, avšak jen do konce sezóny. Sezóna 2010/2011 započala dobře, nicméně později nastal mírný úpadek a 11. místo jako předchozí ročník. Od sezóny 2011/12 vedl mužstvo jako nový trenér Holger Stanislawski. Při ligovém zápase proti Borussii Dortmund 13. dubna 2011 došlo k incidentu mezi hostujícími fanoušky a členem hoffenheimského realizačního týmu. Ten, podle svých slov, usiloval o přehlušení oněch fanoušků prostřednictvím reproduktoru, neboť zpívali žertovné chorály na adresu Dietmara Hoppa.
Po únorovém čtvrtfinálovém vyřazení z německého poháru, kde Hoffenheim nestačil na druholigový Greuther Fürth, byli propuštěni trenér Stanislawski a oba jeho asistenti André Trulsen a Klaus-Peter Nemet. Dočasným trenérským záskokem se stala dvojice Christof Elser a Yannick Obenauer. A další den nato byl trenérem ustanoven Markus Babbel. V březnu 2012 skončilo manažerské období Ernsta Tannera. Babbel prozatím převzal i tento post, dokud nebyl v září 2012 povolán Andreas Müller. V prosinci téhož roku skončilo působení trenéra Babbela v klubu a začala dočasná perioda Franka Kramera. Po dvou porážkách pod taktovkou Kramera přezimoval tým po podzimní části ročníku 2012/13 na 16. místě s 12 body. Následně vedení angažovalo od ledna angažovalo Marco Kurze. Nicméně výsledky TSG se navíc mírně zhoršily a mužstvo drželo pozice přímého sestupu.
Počátkem dubna se rozvázala spolupráce s manažerem Müllerem a trenérem Kurzem. Prázdné trenérské křeslo zaplnil Markus Gisdol. Nově utvořenou pozici vedoucího profesionálního fotbalu získal Alexander Rosen, který předtím působil ve vedení dorosteneckého centra. Během posledního ligového kola se Hoffenheim zachránil ziskem alespoň barážového 16. místa, jelikož zvítězil na hřišti Dortmundu 2:1, zatímco vzdálený soupeř – Fortuna Düsseldorf – podlehla v Hannoveru. V barážovém dvojzápase narazilo TSG na Kaiserslautern a dvěma výhrami si zajistilo nejvyšší soutěž.

## Historické názvy
Zdroj: 
- 1899 – TV Hoffenheim (Turnverein Hoffenheim)
- 1945 – fúze s FV Hoffenheim ⇒ TSG 1899 Hoffenheim (Turn- und Sportgemeinschaft 1899 Hoffenheim)

## Získané trofeje
- Badischer Pokal ( 4× )
  - 2001/02, 2002/03, 2003/04, 2004/05

## Stadion
TSG 1899 Hoffenheim hraje obvykle své domácí zápasy na stadionu Rhein-Neckar-Arena s kapacitou pro 30 150 diváků a z toho je 21 000 míst určeno pro sezení. Výstavba stadionu začala květnem 2007 a skončila 24. ledna 2009, samotné plány na vznik stadionu se datují na konec roku 2006. V minulosti užíval klub hřiště Sportplatz im Rot (Červené sportoviště), a to konkrétně od roku 1968. V letech 1968 a 1971 vzniklo v bezprostřední blízkosti sportoviště také klubové sídlo. Od roku 1999 do roku 2008 obýval tým Dietmar-Hopp-Stadion, pojmenovaný po mecenášovi klubu Dietmaru Hoppovi, který stadion financoval a klubu posléze daroval.

## Umístění v jednotlivých sezonách
Stručný přehled
Zdroj: 
- 1977–1983: Kreisliga B Sinsheim Nord
- 1983–1988: Kreisliga A Sinsheim
- 1988–1989: Bezirksliga Sinsheim
- 1989–1991: Kreisliga A Sinsheim
- 1991–1992: Bezirksliga Sinsheim
- 1992–1996: Landesliga Rhein-Neckar
- 1996–2000: Amateurliga Nordbaden
- 2000–2001: Fußball-Oberliga Baden-Württemberg
- 2001–2007: Fußball-Regionalliga Süd
- 2007–2008: 2. Fußball-Bundesliga
- 2008– : Fußball-Bundesliga

Jednotlivé ročníky
Zdroj: 
Legenda: Z - zápasy, V - výhry, R - remízy, P - porážky, VG - vstřelené góly, OG - obdržené góly, +/- - rozdíl skóre, B - body, zlaté podbarvení - 1. místo, stříbrné podbarvení - 2. místo, bronzové podbarvení - 3. místo, červené podbarvení - sestup, zelené podbarvení - postup, fialové podbarvení - reorganizace, změna skupiny či soutěže
| Německo (1977 – ) |                                    |        |     |     |     |     |     |     |     |     |        |
| Sezóny            | Liga                               | Úroveň | Z   | V   | R   | P   | VG  | OG  | +/− | B   | Pozice |
| 1977/78           | Kreisliga B Sinsheim Nord          | 8      | ... | ... | ... | ... | ... | ... | ... | ... | 3.     |
| 1978/79           | Kreisliga B Sinsheim Nord          | 8      | ... | ... | ... | ... | ... | ... | ... | ... | 9.     |
| 1979/80           | Kreisliga B Sinsheim Nord          | 8      | ... | ... | ... | ... | ... | ... | ... | ... | 4.     |
| 1980/81           | Kreisliga B Sinsheim Nord          | 8      | ... | ... | ... | ... | ... | ... | ... | ... | 4.     |
| 1981/82           | Kreisliga B Sinsheim Nord          | 8      | ... | ... | ... | ... | ... | ... | ... | ... | 3.     |
| 1982/83           | Kreisliga B Sinsheim Nord          | 8      | ... | ... | ... | ... | ... | ... | ... | ... | 5.     |
| 1983/84           | Kreisliga A Sinsheim               | 7      | ... | ... | ... | ... | ... | ... | ... | ... | 11.    |
| 1984/85           | Kreisliga A Sinsheim               | 7      | ... | ... | ... | ... | ... | ... | ... | ... | 9.     |
| 1985/86           | Kreisliga A Sinsheim               | 7      | ... | ... | ... | ... | ... | ... | ... | ... | 7.     |
| 1986/87           | Kreisliga A Sinsheim               | 7      | ... | ... | ... | ... | ... | ... | ... | ... | 5.     |
| 1987/88           | Kreisliga A Sinsheim               | 7      | ... | ... | ... | ... | ... | ... | ... | ... | 1.     |
| 1988/89           | Bezirksliga Sinsheim               | 6      | ... | ... | ... | ... | ... | ... | ... | ... | 15.    |
| 1989/90           | Kreisliga A Sinsheim               | 7      | ... | ... | ... | ... | ... | ... | ... | ... | 13.    |
| 1990/91           | Kreisliga A Sinsheim               | 7      | ... | ... | ... | ... | ... | ... | ... | ... | 1.     |
| 1991/92           | Bezirksliga Sinsheim               | 6      | ... | ... | ... | ... | ... | ... | ... | ... | 1.     |
| 1992/93           | Landesliga Rhein-Neckar            | 5      | ... | ... | ... | ... | ... | ... | ... | ... | 7.     |
| 1993/94           | Landesliga Rhein-Neckar            | 5      | ... | ... | ... | ... | ... | ... | ... | ... | 5.     |
| 1994/95           | Landesliga Rhein-Neckar            | 6      | ... | ... | ... | ... | ... | ... | ... | ... | 3.     |
| 1995/96           | Landesliga Rhein-Neckar            | 6      | ... | ... | ... | ... | ... | ... | ... | ... | 1.     |
| 1996/97           | Amateurliga Nordbaden              | 5      | 28  | ... | ... | ... | 40  | 39  | +1  | 38  | 9.     |
| 1997/98           | Amateurliga Nordbaden              | 5      | 32  | ... | ... | ... | 85  | 39  | +46 | 60  | 3.     |
| 1998/99           | Amateurliga Nordbaden              | 5      | 32  | ... | ... | ... | 89  | 41  | +48 | 60  | 2.     |
| 1999/00           | Amateurliga Nordbaden              | 5      | 30  | ... | ... | ... | 79  | 25  | +54 | 65  | 1.     |
| 2000/01           | Fußball-Oberliga Baden-Württemberg | 4      | 34  | 21  | 9   | 4   | 80  | 33  | +47 | 72  | 1.     |
| 2001/02           | Fußball-Regionalliga Süd           | 3      | 34  | 11  | 9   | 14  | 53  | 49  | +4  | 42  | 13.    |
| 2002/03           | Fußball-Regionalliga Süd           | 3      | 36  | 15  | 10  | 11  | 60  | 44  | +16 | 55  | 5.     |
| 2003/04           | Fußball-Regionalliga Süd           | 3      | 34  | 15  | 7   | 12  | 54  | 58  | -4  | 52  | 5.     |
| 2004/05           | Fußball-Regionalliga Süd           | 3      | 34  | 14  | 8   | 12  | 57  | 49  | +8  | 50  | 7.     |
| 2005/06           | Fußball-Regionalliga Süd           | 3      | 34  | 17  | 5   | 12  | 47  | 34  | +13 | 56  | 4.     |
| 2006/07           | Fußball-Regionalliga Süd           | 3      | 34  | 20  | 8   | 6   | 62  | 31  | +31 | 68  | 2.     |
| 2007/08           | 2. Fußball-Bundesliga              | 2      | 34  | 17  | 9   | 8   | 60  | 40  | +20 | 60  | 2.     |
| 2008/09           | Fußball-Bundesliga                 | 1      | 34  | 15  | 10  | 9   | 63  | 49  | +14 | 55  | 7.     |
| 2009/10           | Fußball-Bundesliga                 | 1      | 34  | 11  | 9   | 14  | 44  | 42  | +2  | 42  | 11.    |
| 2010/11           | Fußball-Bundesliga                 | 1      | 34  | 11  | 10  | 13  | 50  | 50  | 0   | 43  | 11.    |
| 2011/12           | Fußball-Bundesliga                 | 1      | 34  | 10  | 11  | 13  | 41  | 47  | -6  | 41  | 11.    |
| 2012/13           | Fußball-Bundesliga                 | 1      | 34  | 8   | 7   | 19  | 42  | 67  | -25 | 31  | 16.    |
| 2013/14           | Fußball-Bundesliga                 | 1      | 34  | 11  | 11  | 12  | 72  | 70  | +2  | 44  | 9.     |
| 2014/15           | Fußball-Bundesliga                 | 1      | 34  | 12  | 8   | 14  | 49  | 55  | -6  | 44  | 8.     |
| 2015/16           | Fußball-Bundesliga                 | 1      | 34  | 9   | 10  | 15  | 39  | 54  | -15 | 37  | 15.    |
| 2016/17           | Fußball-Bundesliga                 | 1      | 34  | 16  | 14  | 4   | 64  | 37  | +27 | 62  | 4.     |
| 2017/18           | Fußball-Bundesliga                 | 1      | 34  | 15  | 10  | 9   | 66  | 48  | +18 | 55  | 3.     |
| 2018/19           | Fußball-Bundesliga                 | 1      | 34  | 13  | 12  | 9   | 70  | 52  | +18 | 51  | 9.     |
| 2019/20           | Fußball-Bundesliga                 | 1      | 34  | 15  | 7   | 12  | 53  | 53  | 0   | 52  | 6.     |
| 2020/21           | Fußball-Bundesliga                 | 1      | 34  | 11  | 10  | 13  | 52  | 54  | -2  | 43  | 11.    |
| 2021/22           | Fußball-Bundesliga                 | 1      | 34  | 13  | 7   | 14  | 58  | 60  | -2  | 46  | 9.     |
| 2022/23           | Fußball-Bundesliga                 | 1      | 34  | 10  | 6   | 18  | 48  | 57  | -9  | 36  | 12.    |
| 2023/24           | Fußball-Bundesliga                 | 1      | 34  | 13  | 7   | 14  | 66  | 66  | 0   | 46  | 7.     |
| 2024/25           | Fußball-Bundesliga                 | 1      | 34  | 7   | 11  | 16  | 46  | 68  | -27 | 29  | 15.    |

## Účast v evropských pohárech
| Ročník  | Soutěž             | Kolo               | Klub                   | Doma | Venku | Celkem   |
| ------- | ------------------ | ------------------ | ---------------------- | ---- | ----- | -------- |
| 2017/18 | Liga mistrů UEFA   | 4. předkolo        | Liverpool FC           | 1:2  | 2:4   | 3:6      |
| 2017/18 | Evropská liga UEFA | Základní skupina C | SC Braga               | 1:2  | 1:3   | 4. místo |
| 2017/18 | Evropská liga UEFA | Základní skupina C | PFK Ludogorec Razgrad  | 1:1  | 1:2   | 4. místo |
| 2017/18 | Evropská liga UEFA | Základní skupina C | İstanbul Başakşehir FK | 3:1  | 1:1   | 4. místo |
| 2018/19 | Liga mistrů UEFA   | Základní skupina F | FK Šachtar Doněck      | 2:3  | 2:2   | 4. místo |
| 2018/19 | Liga mistrů UEFA   | Základní skupina F | Manchester City FC     | 1:2  | 1:2   | 4. místo |
| 2018/19 | Liga mistrů UEFA   | Základní skupina F | Olympique Lyonnais     | 3:3  | 2:2   | 4. místo |

## TSG 1899 Hoffenheim II
TSG 1899 Hoffenheim II, dříve znám také pod názvem TSG 1899 Hoffenheim Amateure, je rezervním týmem Hoffenheimu. Největšího úspěchu dosáhl v sezóně 2015/16, kdy se v Regionallize (4. nejvyšší soutěž) umístil na 3. místě.

### Umístění v jednotlivých sezonách
Stručný přehled
Zdroj: 
- 1992–1997: Kreisliga B Sinsheim
- 1998–1999: Kreisliga A Sinsheim
- 1999–2000: Bezirksliga Sinsheim
- 2000–2001: Landesliga Rhein-Neckar
- 2001–2003: Verbandsliga Nordbaden
- 2003–2010: Fußball-Oberliga Baden-Württemberg
- 2010–2012: Fußball-Regionalliga Süd
- 2012– : Fußball-Regionalliga Südwest

Jednotlivé ročníky
Zdroj: 
Legenda: Z - zápasy, V - výhry, R - remízy, P - porážky, VG - vstřelené góly, OG - obdržené góly, +/- - rozdíl skóre, B - body, červené podbarvení - sestup, zelené podbarvení - postup, fialové podbarvení - reorganizace, změna skupiny či soutěže
| Německo (1992 – ) |                                    |        |     |     |     |     |     |     |     |     |        |
| Sezóny            | Liga                               | Úroveň | Z   | V   | R   | P   | VG  | OG  | B   | +/- | Pozice |
| 1992/93           | Kreisliga B Sinsheim               | 8      | ... | ... | ... | ... | ... | ... | ... | ... | 10.    |
| 1993/94           | Kreisliga B Sinsheim               | 8      | ... | ... | ... | ... | ... | ... | ... | ... | 4.     |
| 1994/95           | Kreisliga B Sinsheim               | 9      | ... | ... | ... | ... | ... | ... | ... | ... | 11.    |
| 1995/96           | Kreisliga B Sinsheim               | 9      | ... | ... | ... | ... | ... | ... | ... | ... | 10.    |
| 1996/97           | Kreisliga B Sinsheim               | 9      | ... | ... | ... | ... | ... | ... | ... | ... | 7.     |
| 1997/98           | Kreisliga B Sinsheim               | 9      | ... | ... | ... | ... | ... | ... | ... | ... | 1.     |
| 1998/99           | Kreisliga A Sinsheim               | 8      | ... | ... | ... | ... | ... | ... | ... | ... | 2.     |
| 1999/00           | Bezirksliga Sinsheim               | 7      | ... | ... | ... | ... | ... | ... | ... | ... | 1.     |
| 2000/01           | Landesliga Rhein-Neckar            | 6      | ... | ... | ... | ... | ... | ... | ... | ... | 1.     |
| 2001/02           | Verbandsliga Nordbaden             | 5      | 28  | ... | ... | ... | 70  | 30  | +40 | 57  | 2.     |
| 2002/03           | Verbandsliga Nordbaden             | 5      | 28  | 17  | 8   | 3   | 61  | 18  | +43 | 59  | 2.     |
| 2003/04           | Fußball-Oberliga Baden-Württemberg | 4      | 34  | 12  | 8   | 14  | 45  | 49  | -4  | 44  | 10.    |
| 2004/05           | Fußball-Oberliga Baden-Württemberg | 4      | 34  | 14  | 7   | 13  | 52  | 48  | +4  | 49  | 8.     |
| 2005/06           | Fußball-Oberliga Baden-Württemberg | 4      | 34  | 15  | 6   | 13  | 58  | 51  | +7  | 51  | 6.     |
| 2006/07           | Fußball-Oberliga Baden-Württemberg | 4      | 34  | 15  | 6   | 13  | 62  | 53  | +9  | 51  | 8.     |
| 2007/08           | Fußball-Oberliga Baden-Württemberg | 4      | 34  | 19  | 10  | 5   | 59  | 31  | +28 | 67  | 5.     |
| 2008/09           | Fußball-Oberliga Baden-Württemberg | 5      | 34  | 22  | 6   | 6   | 77  | 20  | +57 | 72  | 2.     |
| 2009/10           | Fußball-Oberliga Baden-Württemberg | 5      | 34  | 23  | 8   | 3   | 73  | 24  | +49 | 77  | 1.     |
| 2010/11           | Fußball-Regionalliga Süd           | 4      | 30  | 13  | 7   | 10  | 60  | 40  | +20 | 46  | 5.     |
| 2011/12           | Fußball-Regionalliga Süd           | 4      | 34  | 15  | 7   | 12  | 69  | 36  | +33 | 52  | 7.     |
| 2012/13           | Fußball-Regionalliga Südwest       | 4      | 36  | 14  | 9   | 13  | 62  | 45  | +17 | 51  | 9.     |
| 2013/14           | Fußball-Regionalliga Südwest       | 4      | 34  | 14  | 3   | 17  | 52  | 45  | +7  | 45  | 10.    |
| 2014/15           | Fußball-Regionalliga Südwest       | 4      | 34  | 15  | 6   | 13  | 44  | 46  | -2  | 51  | 9.     |
| 2015/16           | Fußball-Regionalliga Südwest       | 4      | 34  | 20  | 6   | 8   | 77  | 39  | +38 | 66  | 3.     |
| 2016/17           | Fußball-Regionalliga Südwest       | 4      | 36  | 16  | 9   | 11  | 69  | 40  | +29 | 57  | 4.     |
| 2017/18           | Fußball-Regionalliga Südwest       | 4      | 36  | 14  | 14  | 8   | 57  | 45  | +12 | 56  | 6.     |
| 2018/19           | Fußball-Regionalliga Südwest       | 4      | 34  | 11  | 8   | 15  | 55  | 32  | -7  | 41  | 10.    |
| 2019/20           | Fußball-Regionalliga Südwest       | 4      | 22  | 8   | 5   | 9   | 37  | 34  | 3   | 29  | 9.     |
| 2020/21           | Fußball-Regionalliga Südwest       | 4      | 42  | 13  | 11  | 18  | 59  | 76  | -17 | 50  | 16.    |
| 2021/22           | Fußball-Regionalliga Südwest       | 4      | 36  | 10  | 11  | 15  | 45  | 50  | -5  | 41  | 13.    |
| 2022/23           | Fußball-Regionalliga Südwest       | 4      | 34  | 21  | 6   | 7   | 80  | 38  | 42  | 69  | 3.     |
| 2023/24           | Fußball-Regionalliga Südwest       | 4      | 34  | 18  | 5   | 11  | 64  | 29  | 35  | 59  | 3.     |